# Zygmunt Jerzy Kuczyński
Zygmunt Jerzy Kuczyński, ps. „Goliat”, „Jerzy”, „Kazik”, „Tadeusz” (ur. 23 albo 26 kwietnia 1886 w Będzinie, zm. 13 listopada 1948 w Częstochowie) – podpułkownik dyplomowany piechoty Wojska Polskiego, kawaler Orderu Virtuti Militari.

## Życiorys
Urodził się 23 albo 26  kwietnia 1886 w Będzinie jako syn Ludwika i Ludwiki z domu Sienkiewicz (pseudonim Szalimow). Uczył się w Gimnazjum gen. Pawła Chrzanowskiego w Warszawie. Podczas rewolucji 1905 roku w Królestwie Polskim brał udział w strajku szkolnym, wskutek czego został relegowany ze szkoły. Był członkiem Polskiej Partii Socjalistycznej, od 1906 działał jako instruktor Organizacji Bojowej PPS. Został aresztowany i na przełomie października i listopada przez kilka dni był przetrzymywany w Cytadeli Warszawskiej. Po zwolnieniu uczestniczył 8 listopada w akcji na pociąg pocztowy w Rogowie. Ponownie aresztowany i skazany na karę 4 lat katorgi. Przebywał w guberni irkuckiej w Banszczykowie, skąd uciekł w 1910 i znalazł się w Krakowie. Działał w Związku Walki Czynnej i PPS. Odbył kurs oficerski w Związku Strzeleckim, był komendantem struktur ZS. Od połowy 1913 działał w Białymstoku i Wilnie. Został komendantem ZS w rejonie kujawsko-dobrzyńskim i łowickim. Po wybuchu I wojny światowej wstąpił do Legionów Polskich 25 września 1914 wraz ze sformowanym plutonem strzelców. Był żołnierzem 1 pułku piechoty w składzie I Brygady do czasu kryzysu przysięgowego w 1917.
U kresu wojny w listopadzie 1918 został przyjęty do Wojska Polskiego. W 1919 roku był słuchaczem I Kursu Wojennej Szkoły Sztabu Generalnego. Służył w dowództwie 3 Armii. Brał udział w wojnie polsko-bolszewickiej, w tym był dowódcą odcinka Zamość w Bitwie Warszawskiej. W 1921 pełnił funkcję szefa Oddziału I (organizacyjnego) w Wojsku Litwy Środkowej gen. Lucjana Żeligowskiego. 
3 maja 1922 roku został zweryfikowany w stopniu majora ze starszeństwem z dniem 1 czerwca 1919 roku i 116. lokatą w korpusie oficerów piechoty. Jego oddziałem macierzystym był 1 pułk piechoty Legionów. W tym czasie przysługiwał mu, obok stopnia wojskowego, tytuł „Adiutant Sztabowy”. W tym samym roku został przydzielony do Wyższej Szkoły Wojennej w Warszawie, w charakterze słuchacza jednorocznego kursu doszkolenia, pozostając oficerem nadetatowym 5 pułku piechoty Legionów. W październiku 1923 roku, po ukończeniu kursu, został przydzielony do 26 pułku piechoty we Lwowie na stanowisko dowódcy batalionu. W tym czasie przysługiwał mu, obok stopnia wojskowego, tytuł „przydzielony do Sztabu Generalnego”. Od 1 czerwca do 30 lipca 1924 roku został odkomenderowany z 26 pp do WSWoj. w celu odbycia podróży taktycznej z kursem doszkolenia 1923/1924. Z dniem 15 października 1924 roku otrzymał dyplom naukowy oficera Sztabu Generalnego i został przydzielony do 2 Dywizji Piechoty Legionów w Kielcach na stanowisko szefa sztabu. Pełniąc służbę w dowództwie dywizji pozostawał oficerem nadetatowym 26 pp. 1 grudnia tego roku został mianowany podpułkownikiem ze starszeństwem z dniem 15 sierpnia 1924 roku i 26. lokatą w korpusie oficerów piechoty. W kwietniu 1926 roku został przeniesiony do 2 pułku piechoty Legionów w Pińczowie na stanowisko zastępcy dowódcy pułku. Z dniem 30 kwietnia 1927 roku został przydzielony do Biura Personalnego Ministerstwa Spraw Wojskowych w Warszawie na stanowisko zastępcy szefa biura. 23 grudnia 1927 roku został przeniesiony do kadry oficerów piechoty z pozostawieniem na dotychczas zajmowanym stanowisku. 26 kwietnia 1928 roku został przesunięty na stanowisko pełniącego obowiązki szefa Biura Wyznań Niekatolickich Ministerstwa Spraw Wojskowych. 23 sierpnia 1929 roku został zwolniony ze stanowiska z równoczesnym oddaniem do dyspozycji szefa Departamentu Piechoty Ministerstwa Spraw Wojskowych i z zachowaniem dotychczasowego dodatku służbowego. 23 grudnia 1929 roku otrzymał przeniesienie do Komendy Placu Lublin. 31 marca 1930 roku przeniesiony do 4 pułku piechoty Legionów w Kielcach na stanowisko dowódcy pułku. Z dniem 20 września 1931 roku został przeniesiony do Komendy Placu Lwów na stanowisko komendanta. Od 1932 roku sprawował stanowisko komendanta miasta Lwów. W listopadzie 1935 roku został przeniesiony do dyspozycji I wiceministra spraw wojskowych.
Po wybuchu II wojny światowej 1939 brał udział w kampanii wrześniowej. Podczas okupacji niemieckiej od 1941 przebywał w Częstochowie. Tam zmarł 13 listopada 1948.
Jego żoną była Irena. Miał troje dzieci: Ludwika Kazimierza Mikołaja (ur. 5 grudnia 1925), Elżbietę Wandę Mieczysławę (ur. 14 maja 1927) oraz Janinę Krystynę Grażynę (ur. 8 lutego 1931).

## Ordery i odznaczenia
- Krzyż Srebrny Orderu Wojskowego Virtuti Militari nr 7073 – 17 maja 1922[24][2]
- Krzyż Niepodległości z Mieczami – 20 stycznia 1931[25][26][4]
- Krzyż Oficerski Orderu Odrodzenia Polski – 10 listopada 1928[27][4]
- Krzyż Walecznych trzykrotnie[4]
- Krzyż Zasługi Wojsk Litwy Środkowej – 3 marca 1926[28][4]
- Medal Pamiątkowy za Wojnę 1918–1921
- Medal Dziesięciolecia Odzyskanej Niepodległości
- Znak oficerski „Parasol”
- Order Pogromcy Niedźwiedzia III klasy nr 1912 (Łotwa, 20 grudnia 1925)[29][4]
- Medal 10 Rocznicy Wojny Niepodległościowej (Łotwa, 1929)[30][4]